# ジヴァイ・ゼヒエル
ジヴァイ・ゼヒエル（Gjivai Zechiël、2004年6月1日 - ）は、オランダ・ロッテルダム出身のサッカー選手。スパルタ・ロッテルダム所属。ポジションはMF、DF。

## クラブ経歴
2018年にフェイエノールトの下部組織へ入団し、2022年4月5日、クラブと3年間のプロ契約を結んだ。2023年8月27日、エールディヴィジのアルメレ・シティFC戦にて、77分にクイリンシー・ハートマンとの途中交代でトップチームデビューを果たした。